# Mitrophorus natalensis
Mitrophorus natalensis är en skalbaggsart som beskrevs av Louis Albert Péringuey 1902. Mitrophorus natalensis ingår i släktet Mitrophorus och familjen Melolonthidae. Inga underarter finns listade i Catalogue of Life.